# Oncopsis ivanovae
Oncopsis ivanovae är en insektsart som beskrevs av Korolevskaya 1984. Oncopsis ivanovae ingår i släktet Oncopsis och familjen dvärgstritar. Inga underarter finns listade i Catalogue of Life.